# Antonio Valero de Bernabé
Antonio Valero de Bernabé y Pacheco (Fajardo, 26 d'octubre de 1790 - Bogotà, 7 de juny de 1863), també conegut com el «Libertador de Puerto Rico», fou un militar porto-riqueny. Entrenat a Espanya, va lluitar amb l'exèrcit espanyol per expulsar d'Espanya Napoleó Bonaparte fet pel que va ser promogut a coronel durant aquests anys.
Va retornar al Nou Món i es va unir al moviment mexicà per la independència, on va ser nomenat Brigadier General. Més tard es va unir a Simón Bolívar per lluitar per la independència d'Espanya de les nacions d'Amèrica del Sud, lluitant per Colòmbia, Perú i Panamà. També va donar suport a la independència de Puerto Rico i Cuba. Com Bolivar, va defensar una federació de nacions Llatinoamericanes.
Al llarg de la seva vida, Valero de Bernabé va ser condecorat amb la Medalla dels Llibertadors de Mèxic, el Bust del Llibertador de Perú, i la Medalla del Callao.